# Okręg Sens
Okręg Sens (fr. Arrondissement de Sens) – okręg we wschodniej Francji. Populacja wynosi 104 tysiące.

## Podział administracyjny
W skład okręgu wchodzą następujące kantony:
- Cerisiers,
- Chéroy,
- Pont-sur-Yonne,
- Saint-Julien-du-Sault,
- Sens-Nord-Est,
- Sens-Ouest,
- Sens-Sud-Est,
- Sergines,
- Villeneuve-l'Archevêque,
- Villeneuve-sur-Yonne.